# 172
Cette page concerne l'année 172  du calendrier julien. Pour l'année 172 av. J.-C., voir 172 av. J.-C. Pour le nombre 172, voir 172 (nombre).
L'année 172 est une année bissextile qui commence un mardi.

## Événements
- Marc Aurèle lance une expédition au-delà du Danube dans le territoire des Marcomans, qu'ils battent, puis se tournent contre les Quades ; un traité est signé selon lequel les Marcomans renoncent à conclure des alliances entre eux, à commercer sous le contrôle romain, à rendre le butin et les otages et à se tenir à distance du Danube[1].
- 11 juin[2] : miracle de la pluie en Moravie. L’armée étant encerclée par les Quades alors que la chaleur était insupportable, un violent orage emporte les ennemis dans un torrent de boue et rafraîchit les légionnaires assoiffés. L'épisode est représenté sur la colonne de Marc-Aurèle à Rome. Pertinax aurait été présent[3]. Les Chrétiens, dont Tertullien cherchèrent par la suite à utiliser cet épisode du règne dans un but apologétique. Si une certaine lecture d'inscriptions latines la place le 11 juin 172, la date exacte est discutée. L'année 172 est encore le plus souvent retenue, mais le miracle peut aussi être daté de 159, 173 ou 174[4].
- 15 octobre : après ses victoires sur les Marcomans et peut-être sur les Quades, Marc Aurèle et son fils Commode reçoivent le titre de Germanicus[3].

- 172-173 : révolte en Égypte dite des Boukoloi, bande de bergers brigands[1] conduite par le prêtre Isidorus. Elle capture et sacrifie un centurion romain, gagne une bataille et marche sur Alexandrie, puis est réprimée par Avidius Cassius venu de Syrie avec des troupes[3].
- 172-174 : attaques des Chattes et des Chauques sur la Gaule belgique, repoussées par Didius Julianus[5].